# 中山ふみか
中山 ふみか（なかやま ふみか、1997年9月5日 - ）は、日本のAV女優、歌手。LIGHT所属。中華圏では「中山文香」の記述で報道される。

## 略歴
幼稚園から小学校低学年までの短い期間だが舞台を中心に子役として活動していた。
2019年12月、MOODYZ（ムーディーズ）専属女優としてAVデビュー。
デビュー当時は飲食関係のアルバイトを掛け持ちしており、プライベートでのSNSを止め、メディア露出も全て断っていたが、デビュー間もない時期にアルバイト先の同僚からデビュー作を見せられて「似てるよね」と言われ、顔色を変えずに「ふーん?」と惚けるといったことが重なり、自身も周りにバレているのは感づいていたが、それで直接（アルバイト先から）どうこう言われることがなかったため、アルバイトは続けていた。 また、アルバイト先から「人手が足りない」と言われ、撮影後にそのままバイトに出たこともあった。
元々5本出演することは決まっていたが、それ以降については返事を保留していたため、一旦活動を休止する。休止したタイミングで新型コロナウイルスの影響でアルバイト先で仕事することが困難になり、改めてAVの仕事に魅力を感じていたところに、もう一度やってみないかと声を掛けられ、AV業界もコロナにより動きが止まっている状態ではあったがAV女優を再開することを決断した。このため2020年4月から8月まで作品間隔があいている。中山は活動再開時の作品を「（それまではプロの覚悟なく出ていたので）AV女優としてのデビュー作」と位置付けており、最も緊張した1作に挙げている。
2021年8月発表「読者300人が選んだFLASH 2021セクシー女優ランキング」読者投票80位。
同年9月28日に「月で逢いましょう＃22 ニューカマースペシャル」にて歌手として初めてライブに出演。
同年12月20日に初のワンマンライブ「月で逢いましょう＃30」を東京・三軒茶屋グレープフルーツムーンで開催した。
2022年9月14日に東京・原宿RUIDOで行われた「ミルジェネ10周年記念LIVE Sweet Memories」に歌手として出演。
2022年12月1日、DMM GAMES「クリムゾン妖魔大戦 新キャラクター声優公開オーディション」にエントリー。
2023年2月27日には、LIGHTと音楽レーベル「Milky Pop Generation」が共同開催した音楽ライブ「MOON-LIGHT伝説」に出演。
2023年5月に発表されたアサヒ芸能「2023現役AV女優SEXY総選挙」第32位。
また7月13日に東京・三軒茶屋グレープフルーツムーンにて開催されたMilky Pop Generation主催の企画ライブシリーズ『月で逢いましょう #77』に出演し、ワンマン形式のライブを開催。9月12日には、東京・新宿ReNYで開催された音楽イベント『ミルジェネ Sweet Memories 2023』に出演。また27日には、東京・三軒茶屋グレープフルーツムーンにて、自身の誕生日を記念して『中山ふみか Birthday LIVE 2023』を開催した。
2024年4月23日、東京・三軒茶屋グレープフルーツムーンで、約7か月ぶりにワンマンライブを開催。また7月11日に東京・青山RizMで開催された音楽イベント『LADY MADONNA ～夏のユニット祭り～』にソロ歌手として出演。他の出演者がアイドル衣装である中、パンツルックで登場し差別化を図った。
同年9月5日、東京・三軒茶屋のグレープフルーツムーンにて『中山ふみかBirthday LIVE 2024』を開催。また12月2日には同じく東京・三軒茶屋のグレープフルーツムーンにて、デビュー5周年を記念したワンマンライブ『月で逢いましょう＃107 中山ふみか 5th Anniversary Special』を開催した。
2025年5月20日、長年在籍したMOODYZ（ムーディーズ）を離れ、OPPAIへ専属移籍することを自身のSNSを通じて報告した。
2025年6月11日、東京・池袋リヴォイスで行われた新興音楽イベント『daydream LIVE vol.1』に出演し、イベントのトリを務めた。

## 人物
東京都出身。
趣味は読書・歌うこと、特技は速読。演じることは幼少時からしているため、「芝居物と言えば、という話題の時に上から3番目くらいに名前が挙がる女優」を目標としている。舞台観劇は今でも趣味としている。
高校に入ってかなり太ったためダイエットをしたら胸だけが残り巨乳になった。自身の特徴的な胸について「寝転がったときに液体かホイップクリームみたいになる」と自ら例えている。
AV好きの女友達から「AV出てそうだね」と不意に言われ、自分が出ていそうと言われた未知のAVの世界とはどんなものかと興味がわき、見てみたいし体験すれば理解も深まるのではと思いAV女優となった。プレイ主体の作品は「素で語れるものが何もないから」との理由で苦手としており、役柄を演じるドラマ作品を得意としている。これに対し同じ事務所である石原希望は「卑屈だなあ。語るものいっぱいあるじゃない」とフォローしている。
初体験は17歳。デビューまでの経験人数は3人。オナニー経験は多くないが、AV女優再開時に意気込みを新たにした勢いで初めてバイブを購入したが、使ったのは1回だけでその後は部屋のオブジェになっている。

## 作品
◎はBD版発売作品。

### アダルトDVD / BD
- 人気子役だったあの子がHカップにおっぱい成長してAVデビュー 中山ふみか（12月1日、MOODYZ）◎

- Hカップ元子役タレント はじめての追撃絶頂 絶頂直後のビクビク敏感おま○こに突貫ピストン 中山ふみか（1月1日、MOODYZ）
- 元人気子役のドキドキ初体験爆乳おっぱい密着ご奉仕ソープランド 中山ふみか（2月1日、MOODYZ）
- こっそり誘惑してくるHカップ新任先生 中山ふみか（3月1日、MOODYZ）
- 年下の女上司レ×プ輪姦 中山ふみか（4月1日、MOODYZ）
- 育成、成功 Hカップに成長した人気子役8時間BEST 中山ふみか（8月13日、MOODYZ）※単体ベスト
- 彼女のお姉ちゃんにノーブラ巨乳でこっそり誘惑されちゃったボク 中山ふみか（11月1日、MOODYZ）◎
- 元人気子役がHカップで抜きまくり おっぱい風俗レジデンス 中山ふみか（12月1日、MOODYZ）

- 同窓会NTR 巨乳カノジョの最低最悪ネトラレ 中山ふみか（1月1日、MOODYZ）◎
- 隣に住むHカップ爆乳お姉さんの誘惑パイズリで毎日抜かれまくったボク 中山ふみか（2月1日、MOODYZ）
- サロン・ド・痴女 耳元でささやき爆乳おしつけ勃起を誘う性感美容室 中山ふみか（3月1日、MOODYZ）
- 新任女教師を暴力輪姦レ×プで俺たちの乳便器にしてやった 「先生のおっぱいスゲーな」 中山ふみか（4月13日、MOODYZ）
- フェラチオ大好きお姉さんの玉が空っぽになるまで搾精しまくり追撃おしゃぶり 中山ふみか（5月1日、MOODYZ）
- 巨乳カノジョとヤリまくる巣ごもり温泉旅行濃厚こってり淫れる一泊二日 中山ふみか（6月1日、MOODYZ）
- Hカップおっぱいパイズリ挟射フルコース 高画質揺れ乳ALLパイズリ挟射 中山ふみか（7月1日、MOODYZ）
- 真夏の突然の大雨… 濡れた乳房 巨乳女上司と絶倫部下が朝まで二人きりでホテル相部屋 中山ふみか（8月1日、MOODYZ）
- 立場逆転! 圧倒的ザコに犯され続けた捜査官フミカ（9月21日、MOODYZ）◎ [24]
- オッパイは最高の精力剤!! 金玉爆発させちゃう超密着パイズリで絶対連射!! 極ヌキ神乳メンズエステ 中山ふみか（10月19日、MOODYZ）
- 大嫌いなこどおじ義兄の媚薬チ○ポで体液ドロドロ汗だく貪り合いキメセク性交 中山ふみか（11月16日、MOODYZ）
- 夫の転勤先のド田舎で… 暇で退屈するワタシは近所の男を誘惑して、勝手にまたがり腰を振り続けて… 中山ふみか（12月21日、MOODYZ）

- 禁欲巨乳騎乗位 彼氏と別れて帰省中の欲求不満な幼馴染（1コ上）に馬乗られて毎日交尾漬け 中山ふみか（1月18日、MOODYZ）[25]
- 解禁 Hカップ中山ふみか 初めての中出し性交（2月15日、MOODYZ）◎
- 大嫌いな上司の胸糞おっぱいハラスメントで乳絶頂してしまった女子社員 ネチネチ性感がドストライクすぎて揉みイキ中出し性交で壊れてイク 中山ふみか（3月15日、MOODYZ）
- 孕ませ痴漢電車 爆乳OL編 中山ふみか（4月19日、MOODYZ）
- 元人気子役マシュマロ質感Hカップ 中山ふみか12時間BEST 12タイトル28本番48射精（4月19日、MOODYZ）※単体ベスト
- 僕には妻がいるのに… 性欲モンスターな妻の妹に逆種付けプレスで禁断の子作りをさせられています 中山ふみか（6月21日、MOODYZ）
- 私の性感帯を全て知っている義父に夫が不在の7日間イカされ続けたワタシ… 中山ふみか（7月19日、MOODYZ）
- 旦那が出張で不在中に性欲ムラムラ乳首ビンビンで痴女ッてくる爆乳スケベ若妻の隣人中出し不倫 中山ふみか（8月16日、MOODYZ）
- 肉感むちボディの巨乳とおま○こで射精に導く最高の中出し筆おろし 中山ふみか（9月20日、MOODYZ）
- 家、いきなり行ってイイですか? ボイン大好きクンのお宅へ突撃デリバリーSEX!! パフパフしながらイカせてアゲる!! 中山ふみか（10月18日、MOODYZ）
- 極道オヤジの手慣れた媚薬調教で肉便器と化した巨乳女教師 中山ふみか（11月15日、MOODYZ）

- ゲス患者に媚薬を塗られてパイズリと中出しが止まらなくなったキメセク巨乳ナース 中山ふみか（1月17日、MOODYZ）◎
- 終電逃して同僚の部屋にお泊り ノーブラ部屋着に我慢できずコンドーム使いきるまでヤリまくった 中山ふみか（2月21日、MOODYZ）◎
- ゴミ部屋の絶倫濃厚オヤジに乳首ビンビンで爆乳を揉まれて中出し精子が逆流する程、犯され続けた隣人の女。中山ふみか（3月21日、MOODYZ）
- 甥っ子たちが巨乳お姉ちゃんとバスタイム発情初交暴走エンドレス中出し 中山ふみか（4月18日、MOODYZ）
- 大嫌いなパワハラ上司に何度も何度も…! 中出しされた巨乳妻 中山ふみか（5月16日、MOODYZ）
- むにゅむにゅデカパイにぷっくり乳輪! ぷにゅHカップ 中山ふみかパイズリ挟射ベスト!（6月6日、MOODYZ）※単体ベスト
- 思春期の僕にSEXを教えてくれたデカパイ姉が1泊2日で帰省します… 久しぶりの魅せつけ神ボインに我慢できず即ズボバックピストン! 絶倫早漏チ○ポで朝が来るまで何度も中出ししまくった。 中山ふみか（6月20日、MOODYZ）
- むっちり巨乳と敏感お〇んこでドバドバ連続ヌキしてくれるハーレム風俗フルコース 中山ふみか 宍戸里帆（8月1日、MOODYZ）◎ ※宍戸里帆との初共演作品[26]
- お兄さん… おひとりですか? 実写版 海辺でデカ乳ムチムチ女子から逆ナン… ホテル直行で危険日生ハメ無責任中出しできたワケ 中山ふみか（8月15日、MOODYZ）
- 都合のイイ女爆乳中出しペット デリヘル呼んだらムカつく女上司がやって来て弱みを握り立場逆転! 乳首ビンビンになるまで、デカ乳揉んで犯しまくる! 中山ふみか（9月19日、MOODYZ）
- 放課後から朝まで何度も… ふみか先生の優しさとおっぱいに甘えて暴走20発中出ししてしまった勃起薬を飲まされて性欲モンスターになったボク。 中山ふみか（10月17日、MOODYZ）
- 時短営業で暇になったバイト先の後輩が「逆痴漢されたい?」と小悪魔な囁き。もう射精してるのにチ〇ポ奴隷にされた僕 中山ふみか（11月21日、MOODYZ）
- ゴムがあるから浮気認定しない約束の巨乳妻交換スワッピング コンドームが破れてまさかの生ハメ! ごまかし超加速ピストンでエグい中出し 中山ふみか（12月19日、MOODYZ）

- パイズリ男優オーディション 中山ふみかの巨乳擦りで絶倫挟射できたデカチン男にナマハメSEX中出しご褒美!（1月23日、MOODYZ）
- 爆乳Hカップ人妻が、種なし旦那のために、男子大学生とコンビ二バイト不倫。週3バイトで20発もハメ狂った男女。 中山ふみか（2月20日、MOODYZ）
- 「ソープはじめました」 退屈なド田舎で汗だく爆乳人妻がこっそり営業する乳首ビンビンご奉仕中出しOK無制限射精ソープ 中山ふみか（3月19日、MOODYZ）
- 着衣巨乳 大人しそうなくせにおっぱい強調パツパツ服で無自覚誘惑してくる 超ド級Hカップ新卒女子に我慢出来ずめちゃくちゃ中出ししまくった。中山ふみか（4月16日、MOODYZ）
- 爆乳コンプレックスな女上司をお酒で酔わせたら… おっぱい丸出しケダモノに豹変し所構わずパイズリ中出しハラスメント ドロ酔い下品性交。 中山ふみか（5月21日、MOODYZ）
- 120分間おっぱいがフレームアウトしない巨乳追尾主観アングル パイズリ6シチュエーション 中山ふみか（6月18日、MOODYZ）
- ご近所トラブルに巻き込まれて強制参加させられた町内会セクハラ宴会で絶倫オヤジ達と朝まで中出し乱交 中山ふみか（7月16日、MOODYZ）
- 「昔はずっとお風呂でおっぱい触ってたね…」 10年ぶりに再会したいとこのデカ乳お姉さんとイチャイチャ混浴、甘えて生ハメ中出ししまくった日々。 中山ふみか（8月20日、MOODYZ）
- このスタイルに魅了されない男はいない。色気漂うHカップお姉さん 中山ふみか3rdBEST12時間（9月3日、MOODYZ）※単体ベスト
- 行列ができる中出し肉便器 精子逆流追撃プレス 中山ふみか（9月17日、MOODYZ）◎
- 毎週金曜日、不登校のボクを汗だく爆乳プレスで救いにきてくれる全肯定ふみか先生 中山ふみか（10月15日、MOODYZ）
- 耳かき淫語で堕ちるのは浮気じゃないですよ。妻がいるのにアニメ声で痴女られ不倫パイズリ20発で寝取られたボク 中山ふみか（11月19日、MOODYZ）[27]
- 「田舎に転任した女教師は、大会間近の水泳部顧問」 水着のまま思春期絶倫生徒の性欲処理係デカパイ揉みくちゃ輪姦中出し16発 中山ふみか（12月17日、MOODYZ）

- 入院中のムラムラはお母さんで… 実写版! ママの”バブみ”がドストライクすぎて、中出し相姦がやめられない! 中山ふみか（1月21日、MOODYZ）
- 人気子役だったあの子がAVデビューしてもう5年 甘ラブ乳もみデート 成長しきったHcup着衣巨乳で勃起を誘い発情したら即、ホテル! 中山ふみか（2月18日、MOODYZ）
- 媚薬中毒患者の濃縮ザーメン大量中出し輪姦 精子を注がれるたびアクメ崩壊するキメセク爆乳ナース 中山ふみか（3月18日、MOODYZ）
- 連続射精するまで勃起させちゃうニヤニヤ巨乳女医の媚薬パイズリ痴女クリニック 中山ふみか（4月15日、MOODYZ）
- 僕だけが知っている地味メガネ爆乳の窓際社員 中出しOK都合の良い肉オナホ週末 デカ乳ブルルンッ! 揉みまくり! 揺らしまくり! 激震ピストンで肉欲ヤリまくる! 中山ふみか（5月20日、MOODYZ）
- 電撃移籍 OPPAIデビュー中山ふみか 人気子役だった彼女は今では大人気セクシー女優!! 激揺れ激揉み3本番!!（6月17日、OPPAI）
- スペンス乳腺開発クリニックSpecial 中山ふみか（7月15日、OPPAI）

### アダルトVR
- 元子役Hカップ 専属女優・中山ふみかVR初登場! 長尺176分!大迫力おっぱい映像! 正常位極み・天井特化アングルを含む2SEX!パイズリ・密着・自然な誘惑おしゃべりでシコリティ満点!（1月16日、MOODYZ）
- 専属・中山ふみかVR第2弾! 圧倒的スライム乳に射精コントールされて4射精! 耳心地が良い囁き淫語・ヨダレ地獄・締まりが良すぎる騎乗位で何度も何度も痴女られる…!（10月18日、MOODYZ）
- 中山ふみかのおっぱいを揉めば揉むほど気持ちよくなってイっちゃう!VR 馬乗りパイズリ狭射! 揉みまくりオイルマッサージ! 敏感なHカップおっぱいが揺れまくり、イキまくり高画質!!（12月1日、MOODYZ）

- 中山ふみかと1泊2日でイチャイチャラブラブ温泉旅行 最高の愛人と行く中出ししまくり不倫旅行8K special（6月14日、MOODYZ）

- いつも従順で大人しいHカップ爆乳メイドに媚薬を盛ったら淫乱覚醒! 何もしなくても勝手に密着覆いかぶさり騎乗位 超至近距離でおっぱいぷるぷる絶頂しまくる俺専用のご奉仕キメセク全裸メイド爆誕! 圧倒的にキマる8KVR 超高画質2SEX”ハイ”クオリティ! 中山ふみか（2月21日、MOODYZ）
- バブみ120% Hcupナース 骨折で動けないアナタを励まし甘やかす癒しの入院性活 中山ふみか（7月7日、MOODYZ）

### イメージDVD / BD
- Natural Heart 中山ふみか（2021年11月1日、ファインピクチャーズ）◎
- Fumika ぽよよんスイートハート（2022年7月7日、REbecca）◎
- Fumika2 情熱オーバーフロー（2023年6月1日、REbecca）◎
- 湯女美人 中山ふみか（2023年10月25日、スパイスビジュアル）
- Fumika3 Royal and simple・中山ふみか（2024年2月8日、REbecca）◎
- 美女のハダカ 中山ふみか（2025年6月25日、スパイスビジュアル）

### 写真集
- あふれる 中山ふみか写真集（2023年4月13日、徳間書店、撮影：塩原洋）ISBN 978-4-19-865624-9

### デジタル写真集
- ふみふみパイパイ 中山ふみか（4月9日、徳間書店、撮影：植野恵三郎）
- 120ページ全て撮り下ろし! MOODYZ専属女優12名PHOTO BOOK（5月31日、FANZA BEAUTY COLLECTION）※FANZA『＼みんなあつまれ!/ MOODYZキャンペーン〜たかしょー5周年お祝いだ! 魅力再発見Special!〜』オリジナルフォトブック。MOODYZ女優12名の撮り下ろし写真を収録。FANZA限定配信。

- ＃Escape 中山ふみか（3月4日、ジーオーティー、撮影：manimanium）[28]
- みんなあつまれ MOODYZキャンペーン2022 Special Photo Book（11月4日、FANZA BEAUTY COLLECTION）※FANZA『みんなあつまれ! MOODYZキャンペーン2022』オリジナルフォトブック。MOODYZ出演女優32名の撮り下ろし写真を収録。FANZA限定配信。

- みんなあつまれ MOODYZキャンペーン2024 スペシャルフォトブック（3月15日、FANZA BEAUTY COLLECTION）※FANZA『みんなあつまれ! MOODYZキャンペーン2024』オリジナルフォトブック。キャンペーンガール16名の撮り下ろし写真を収録。FANZA限定配信。
- Fumika3 Royal and simple 中山ふみか（7月12日、REbecca）
- MOODYZ COLLECTION vol.2（12月24日、a-list photo anthology）※MOODYZ専属女優12名によるオムニバス写真集。

- MOODYZ COLLECTION vol.3（5月20日、a-list photo anthology）※MOODYZ専属女優11名によるオムニバス写真集。
- MOODYZ COLLECTION vol.4（6月6日、a-list photo anthology）※MOODYZ専属女優11名によるオムニバス写真集。

## 製品

### カレンダー
- 中山ふみか 2023年カレンダー（2022年10月1日、SUNCARAT）
- 卓上 中山ふみか 2023年カレンダー（2022年10月1日、SUNCARAT）
- 中山ふみか 2024年カレンダー（2023年11月18日、SUNCARAT）
- 卓上 中山ふみか 2024年カレンダー（2023年11月18日、SUNCARAT）

## 出演

### テレビ
- ビ～チ9（2021年11月、テレビ埼玉） - マンスリーゲスト

### ラジオ
- ねむチキ（2023年1月22日・29日、TBSラジオ）
- ラジオのアナ〜ラジアナ/深夜3時のヒロイン（2023年5月11日、FM NACK5）
- トイズハート放送局（2025年1月18日、ラジオ関西）[29]

### インターネット配信
- 出張トイズハート放送局（2025年1月18日・25日、YouTube）[30]

### 舞台
- シロツメクサ（2023年7月14日 - 17日、東京・ステージカフェ下北沢亭）

### ライブ

#### ワンマンライブ
- 月で逢いましょう#30（2021年12月20日、東京・三軒茶屋グレープフルーツムーン）[7][8]
- 月で逢いましょう#37（2022年3月23日、東京・三軒茶屋グレープフルーツムーン）[31]
- 月で逢いましょう#53（2022年9月26日、東京・三軒茶屋グレープフルーツムーン）[32]
- 月で逢いましょう#67（2023年3月23日、東京・三軒茶屋グレープフルーツムーン）[33]
- 月で逢いましょう#77（2023年7月13日、東京・三軒茶屋グレープフルーツムーン）[14]
- 中山ふみか Birthday LIVE 2023（2023年9月27日、東京・三軒茶屋グレープフルーツムーン）[15]
- 月で逢いましょう vol.92（2024年4月23日、東京・三軒茶屋グレープフルーツムーン）[34]
- 中山ふみかBirthday LIVE 2024（2024年9月5日、東京・三軒茶屋グレープフルーツムーン）[18]
- 月で逢いましょう＃107 中山ふみか 5th Anniversary Special（2024年12月2日、東京・三軒茶屋のグレープフルーツムーン）[19]

#### 音楽フェス
- 月で逢いましょう#22（2021年9月28日、東京・三軒茶屋グレープフルーツムーン）
- ミルジェネ10周年記念LIVE Sweet Memories（2022年9月14日、東京・原宿RUIDO）[9]
- LADY MADONNA拡大版2022（2022年11月24日、神奈川・川崎 CLUB CITTA'）[35]
- ミルジェネLIVE箱推し企画「LIGHT編」MOON-LIGHT伝説（2023年2月27日、東京・三軒茶屋グレープフルーツムーン）[12]
- ミルジェネ Sweet Memories 2023（2023年9月12日、東京・新宿ReNY）
- ミルジェネLIVE箱推し企画『LIGHT編』MOON-LIGHT伝説 Vol.2（2024年1月25日、東京・三軒茶屋グレープフルーツムーン）[36]
- LADY MADONNA ～夏のユニット祭り～（2024年7月11日、東京・青山RizM）[17]
- LADY MADONNA 拡大版 2024（11月21日、神奈川・川崎 CLUB CITTA'）[37]
- daydream LIVE vol.1（2025年6月11日、東京・池袋リヴォイス）[21]

### 雑誌掲載
- 月刊FANZA 2021年2月号（ジーオーティー） - インタビュー「こんなにエロくなりました 前編」
- 月刊FANZA 2021年3月号（ジーオーティー） - インタビュー「こんなにエロくなりました 後編」
- 週刊実話 2021年2月18日号（日本ジャーナル出版） - インタビュー「特報!!AVタイムズ」
- 週刊アサヒ芸能 2021年2月25日号（徳間書店） - グラビア「悶診のお時間です♡」
- 月刊FANZA 2021年7月号（ジーオーティー） - 表紙